# Deuterium
Jako deuterium se označuje atom s jádrem 2H, který má v jádře jeden proton a jeden neutron a od běžného vodíku se liší především atomovou hmotností, která činí 2,013 63 u. Často mu bývá přiřazována i chemická značka D, přestože se nejedná o jiný prvek.
Jádro deuteria se označuje jako deuteron, což je částice s hmotností 2,013 553 212 544(15) u a elektrickým nábojem +1 e.

## Charakteristika

Umístění deuteria ve schématu izotopů

Deuterium je stabilní izotop, který nepodléhá radioaktivní přeměně. V přírodě se běžně vyskytuje namísto lehkého vodíku. V průměru připadá na jeden atom deuteria 6 000 atomů normálního vodíku.
Ve spojení s kyslíkem tvoří deuterium tzv. těžkou vodu, D2O. Tato sloučenina má významné využití v jaderném průmyslu. Je velmi účinným moderátorem, tedy látkou zpomalující rychlost neutronů. Této vlastnosti se již od druhé světové války využívá v určitém typu jaderných reaktorů k přípravě plutonia z uranu.
Německá armáda se za druhé světové války intenzivně snažila vyvinout jadernou bombu na bázi plutonia. V norském Rjukanu existoval průmyslový komplex společnosti Norsk Hydro, vyrábějící těžkou vodu. Spojenci tento komplex zničili operací zvláštních jednotek (bombardování po jeho opravě způsobilo těžké ztráty na životech místních obyvatel, ale továrnu poškodilo jen mírně), přesto se však nacistům podařilo vyrobit dostatečné množství těžké vody pro další experimenty s jadernou zbraní.
Dnes je deuterium využíváno také jako účinný stopovač biochemických reakcí. Pokud je na počátku výzkumu distribuce určité sloučeniny v organismu použita látka, která má atomy vodíku nahrazeny deuteriem, lze vysledovat její cestu biochemickou přeměnou analýzou všech možných vzniklých produktů.
V jádrech hnědých trpaslíků pravděpodobně dochází k fúzním reakcím, na jejichž základě vzniká z deuteria helium.